# Les Bricoleurs
Les Bricoleurs es una película francesa de 1963 dirigida por Jean Girault.

## Sinopsis
Edouard y Félix trabajan en una agencia inmobiliaria. Un día, los amenazan con despedirlos si no logran vender una casa muy solitaria a una inglesa algo peculiar. En esta casa, descubren un cadáver. Por lo tanto, la visita se dedicará a arrastrar este cadáver de una habitación a otra, de un armario a un cofre, para no asustar a la compradora, que por lo demás queda bien impresionada. Sin embargo, el cadáver desaparece, por lo que se ven obligados a encontrarlo para firmar la escritura. Los dos vendedores se convierten en detectives y parten tras la pista de las múltiples relaciones femeninas del muerto. Todas las conquistas de este seductor serán tamizadas, para dar con quien dejó sus joyas en la escena del crimen.

## Reparto
- Francis Blanche: Edouard.
- Darry Cowl: Félix.
- Jacqueline Maillan: La inglesa.
- Clément Harari: Profesor Hippolyte.
- Elke Sommer: Brigitte.
- Daniel Ceccaldi: La Banque Hubert.
- Claudine Coster: Ingrid.
- Mario David: Georges, amigo de Mónica.
- Valérie Lagrange: Mónica.
- Rolande Ségur (como Rolande Kalis): Princesa Elisabeth.
- Bernard Dhéran: Inspector de la autoescuela.
- Daniel Emilfork: Igor, sirviente del profesor Hippolyte.
- Serge Marquand: Cazador del profesor.
- Paul Mercey: El cura.
- André Badin: Ludovic, el chofer de la inglesa.
- Yves Barsacq: El mayordomo de La Banque.
- Roger Carel: El Conde de La Bigle.
- Philippe Castelli: El factótum.
- Marcel Pérès: El guardabosque.
- Jacques Seiler: El mayordomo del conde.
- Jean Tissier: Profesor Gédéon Depois-Demesure.
- Gisèle Sandré: La última víctima.
- France Anglade: Una mujer joven pasando su examen de conducir.
- Christian Méry: Un hombre pasando su licencia
- Ski Hi Lee : El ladrón de bancos.
- Dominique Marcas: La directora del colegio de niñas.
- Fulbert Janin: El director de la agencia inmobiliaria.
- Georges Lycan: Un cazador.
- Albert Michel: El portero de la agencia inmobiliaria.
- Max Montavon: Un hombre tartamudo, pasando su licencia.
- Nicole Chollet: Una chica de campo.
- Charles Bayard: El militar.
- Grégoire Gromoff: Un guardabosque.
- Micha Bayard: El secretario del conde.
- Yvon Sarray: Un cliente de la agencia inmobiliaria.
- Évelyne Dassas
- Philippe Dehesdin